# Frittura di pesce
La frittura di pesce o frittura mista di pesce è un alimento a base di pesci fritti di piccola taglia di cui esistono molte varianti in più parti del mondo. 

## Descrizione
Tra i pesci utilizzati per prepararla vi sono, ad esempio, calamari, gamberi, merluzzetti, triglie, sogliolette, suace, ma possono esservi anche altre varietà di pesce di piccolo taglio, come alici, mazzoni, retunni o vope. Talvolta vengono aggiunte anche verdure. La frittura viene fatta passando il pesce nella farina, quindi friggendolo rapidamente nell'olio bollente e poi asciugandolo su carta assorbente. La frittura di pesce va mangiata caldissima. La frittura, talvolta, viene accompagnata a tavola da spicchi di limone, il cui succo può essere usato come condimento.

## Nel mondo

### In Italia
In Italia sono diffusi molti tipi di fritture con pesci d'acqua salata e dolce. Oltre al famoso fritto misto, con calamari, triglie e altro pescato, vi sono la frittura di fragaglia, tradizionalmente preparata usando i pesciolini rimasti sul fondo delle reti e la frittura di paranza, preparata usando triglie, naselli, alici, sogliole e altri pesci di piccola pezzatura (7-8 cm) più minuscoli molluschi. Quest'ultima prende il nome dalla paranza, che è una tipica barca da pesca per la pesca a strascico comunemente impiegata dalle marinerie italiane.
In Campania e in Toscana, specialmente nelle zone di Livorno e Viareggio, è noto l'uso di una busta arrotolata a forma di cono, con il pesce fritto all'interno: chiamato cuoppo di paranza in Campania e cartata di pesce fritto in dialetto viareggino.

### In Spagna
Un piatto di pesce tipico della costa andalusa è il pescaìto frito, in cui i pesci vengono ricoperti in un mix di farina di ceci e farina di frumento per poi essere fritti nell'olio d'oliva. Questo cibo da strada ante litteram veniva mangiato al momento nei mercati arabi (suq).

### In Giappone
La tempura (てんぷら o 天麩羅?, tenpura) è il classico metodo utilizzato per friggere insieme verdure e pesci. I pesci più utilizzati sono i crostacei (soprattutto i gamberi) e i molluschi (per lo più i calamari), ma frequentemente si friggono grongo, polpo, anguille. La base della preparazione consiste nell'uso di una pastella di farina di riso e acqua, che rende gli ingredienti croccanti e leggeri; l'olio classico è quello di sesamo, portato a 180 °C. Spesso la tempura è accompagnata con salse, come la tentsuyu o il daikon.
Il pesce viene sempre accompagnato con verdure di stagione, anch'esse fritte in pastella.